# Wiktor Nasarenko

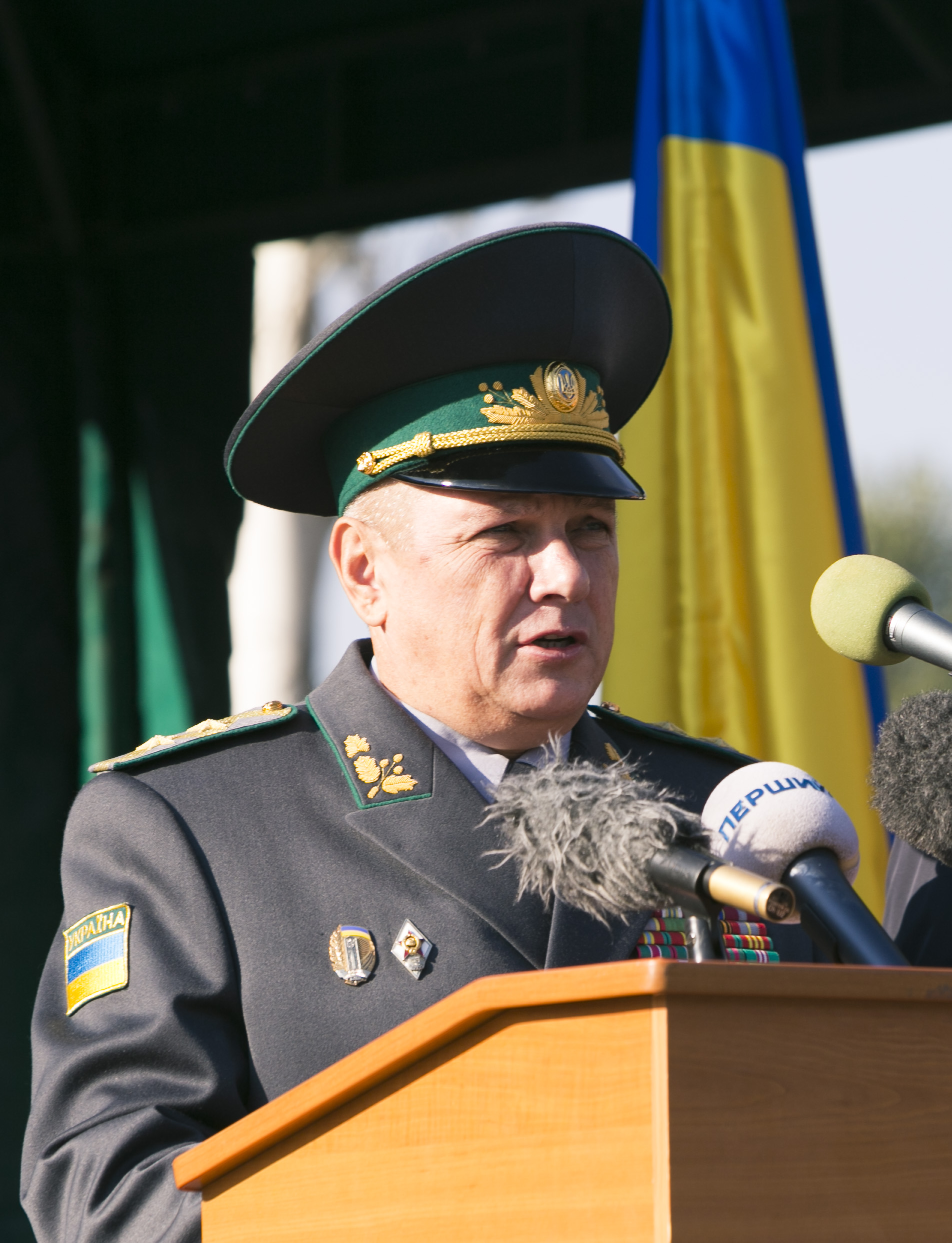
Wiktor Nasarenko

Wiktor Oleksandrowytsch Nasarenko (ukrainisch Віктор Олександрович Назаренко, * 5. März 1956 in Minsk, Weißrussische SSR) ist ein ukrainischer Generalleutnant und Leiter des Staatlichen Grenzschutzes der Ukraine.
Nasarenko schloss 1977 an der militärischen Hochschule in Lemberg ab und studierte von 1983 bis 1986 an der Frunse-Militärakademie in Moskau. Der Doktor der Militärwissenschaft machte daraufhin Karriere bei den sowjetischen bzw. nach der Auflösung der Sowjetunion ukrainischen Grenztruppen. Für die Organisation des Schutzes und der Verteidigung der Insel Tusla im Jahre 2003 erhielt er den Bogdan-Chmelnizki-Orden.
Seit dem 3. Oktober 2014 ist er der stellvertretende Befehlshaber des Staatlichen Grenzschutzdienstes der Ukraine und Leiter des staatlichen Grenzschutzes der Ukraine in Nachfolge von Generaloberst Stepan Poltorak, der am 14. Oktober 2014 Verteidigungsminister der Ukraine wurde.
Wiktor Nasarenko ist verheiratet, hat einen Sohn und eine Tochter.